# Giovanni Maria Riminaldi
Giovanni Maria Riminaldi (Ferrara, 4 de outubro de 1718 - Assis, 11 (ou 12) de outubro de 1789) foi um cardeal do século XVIII e XIX

## Nascimento
Nasceu em Ferrara em 4 de outubro de 1718. De família patrícia. Filho mais velho do Conde Ercole Antonio Riminaldi e da Condessa Vittoria Avoglio Trotti. Seu primeiro nome também está listado como Gianmaria; e seu sobrenome como Riminaldo. Ele também era conhecido como Cardeal de Ferrara.

## Educação
Estudou no Collegio di San Carlo , Modena, de 1732 a 1738; depois, retornou a Ferrara e estudou naquela universidade e estudou Direito com o Jurista Domenico Borsetti e o Cônego Ippolito Gratiadei; e mais tarde estudou em Roma durante quatro anos.

## Juventude
Entrou na prelatura romana em 1746. Auditor do cardeal camerlengo da Santa Igreja Romana em 1748; ocupou o cargo por onze anos; durante seu mandato colaborou com o cardeal Luigi Valenti Gonzaga, Ludovico Maria Toriggiani e Girolamo Colonna. Auditor da Sagrada Rota Romana desde 1759; mais tarde, tornou-se seu reitor. Vigário do Cardeal Giovanni Costanzio Caracciolo na sua diaconia de S. Eustachio. Primicérioda arquiconfraria e hospital de S. Rocco, Roma. Presidente da Pontifícia Universidade de Ferrara; entre 1763 e 1781, o prelado, que manteve residência própria em Roma, fez doações contínuas ao museu; foi encarregado pelo Papa Clemente XIV da reforma da universidade em 1771; em 1777, o Papa Pio VI confirmou-o no cargo e nomeou-o delegado apostólico; Girolamo Barufaldi, vice-bibliotecário da universidade, pronunciou em sua homenagem, por sua promoção ao cardinalato, o discurso Orazione per la promozione a la s. púrpura do cardeal Riminaldi (Ferrara 1785); mais tarde, ele doou sua rica biblioteca e vasta coleção de arte para a universidade.

## Cardinalato
Criado cardeal sacerdote no consistório de 14 de fevereiro de 1785; recebeu o chapéu vermelho em 17 de fevereiro de 1785; e o título de S. Maria del Popolo, 11 de abril de 1785. Atribuído à SS. CC. do Santo Ofício, Concílio, Exame dos Bispos e Consistorial. Protetor e visitador apostólico da Arquiconfraria e Hospital de S. Rocco; da arquiconfraria da SS. Sacramento, Loreto; e dos de S. Carlo, S. Nicola e S. Leonardo para o resgate dos escravos, em Ferrara. Optou pelo título de S. Silvestro in Capite, 29 de janeiro de 1787; tomou posse em 7 de fevereiro de 1787. Prefeito do SC da Disciplina dos Regulares. Foi membro honorário da Roman Accademia di S. Luca ; e também foi cofundador da Accademia del Nudo.Em Roma, esteve intimamente envolvido com os círculos artísticos e intelectuais mais avançados. Ele era amigo e patrono de Anton Raphael Mengs.

## Morte
Morreu em Assis em Durante as férias no convento de S. Maria degli Angeli, perto de Assis, pegou um forte resfriado que lhe causou apoplexia. Transferido para Perugia, faleceu em 11 (ou 12) de outubro de 1789, na casa de' Signori della Missione . Exposto e enterrado, temporariamente, na catedral de Perugia. Annibale Mariotti pronunciou sua oração fúnebre em Perugia em 1790 (1) . A Universidade de Ferrara celebrou as suas exéquias, com a oração de Ignazio Zecchini, na igreja de San Francesco, onde está situada a capela da sua família. Monsenhor Belisario Cristaldi, futuro cardeal, publicou as Decisões s. Rotae Romana, coram RPD Jo. M. Riminaldo ejusdem s. R. Dez., nunc Cartão SRE. (Roma 1789)